# Peter L. Berger
Peter Ludwig Berger, född 17 mars 1929 i Wien, död 27 juni 2017 i Brookline i Massachusetts, var en amerikansk sociolog, professor i sociologi och luthersk teologi vid Boston University.
Han kom till USA kort efter andra världskriget, och ägnade sig åt religionssociologi och kunskapssociologi samt under senare år också åt utvecklingen i tredje världen. 

## Social konstruktion
Mest inflytelserik är boken The Social Construction of Reality (1966), där han tillsammans med Thomas Luckmann med inspiration från Marx och Schütz, symbolisk interaktionism och fenomenologi formulerar en teori om hur vardagskunskapen konstrueras i den sociala interaktionen och ingår i samspelet mellan individ och samhälle. Den grundläggande sociala dialektiken innehåller tre element: externalisering, objektivering och internalisering. Genom rutinisering av handlingar, vanebildning, typifikationer och uppkomst av legitimeringar och symboliska universum konstrueras objektiva sociala institutioner och roller som blir meningsbärande i en gemensam symbol- och föreställningsvärld. De blir därmed en oberoende och objektiv social realitet, som de enskilda individerna internaliserar och tar för given i vardagen.[källa behövs]

## Religion
Berger analyserar religion som en social konstruktion. I The Sacred Canopy definieras religionen som en institutionaliserad verksamhet varigenom det etableras ett heligt kosmos, dvs. ett utanför den enskilda människan beläget universum med mystiska och respektingivande krafter. Sekulariseringen är enligt Berger ett immament drag i moderna västerländska samhällen, och den framskrider som en process där allt fler kulturella och samhälleliga sektorer avlägsnas från de religiösa institutionerna och symbolerna.[källa behövs]